# Puchar Świata w biathlonie 1995/1996
Puchar Świata w biathlonie 1995/1996 to 19. sezon w historii tej dyscypliny sportu. Pierwsze zawody odbyły się 7 grudnia 1995 r. w szwedzkim Östersund, zaś sezon zakończył się 17 marca 1996 w austriackim Hochfilzen. Najważniejszą imprezą sezonu były mistrzostwa świata w Ruhpolding.
Klasyfikację generalną pań wygrała Francuzka Emmanuelle Claret, która zgromadziła 226 punktów. Druga w klasyfikacji była Niemka Uschi Disl, która zdobyła 212 punktów, a trzecia jej rodaczka Petra Behle – 191. Claret triumfowała również w klasyfikacji biegu sprinterskiego. W biegu indywidualnym najlepsza była Słowenka Andreja Grašič. W sztafecie wygrały Francuzki ex aequo z Niemkami.
Wśród panów triumf odniósł Rosjanin Władimir Draczow. Reprezentant Rosji zgromadził 276 punktów i wyprzedził drugiego w klasyfikacji Rosjanina Wiktora Majgurowa o 72 punkty, oraz o 92 Niemca Svena Fischera. Draczow wygrał również klasyfikacje sprintu i biegu indywidualnego. W sztafecie zwyciężyli Rosjanie.

## Kalendarz
- Östersund – 7 - 10 grudnia 1995
- Holmenkollen – 14 - 17 grudnia 1995
- Anterselva – 11 - 14 stycznia 1996
- Osrblie – 18 - 21 stycznia 1996
- Ruhpolding – 3 - 11 lutego 1996 (Mistrzostwa świata)
- Pokljuka – 7 - 10 marca 1996
- Hochfilzen – 14 - 17 marca 1996

## Mężczyźni

### Wyniki
| 1. Östersund, 7.12.1995 – 10.12.1995 | 1. Östersund, 7.12.1995 – 10.12.1995 | 1. Östersund, 7.12.1995 – 10.12.1995                                           | 1. Östersund, 7.12.1995 – 10.12.1995                          | 1. Östersund, 7.12.1995 – 10.12.1995                                             |
| Data                                 | Konkurencja                          | miejsce                                                                        | miejsce                                                       | miejsce                                                                          |
| ------------------------------------ | ------------------------------------ | ------------------------------------------------------------------------------ | ------------------------------------------------------------- | -------------------------------------------------------------------------------- |
| 7 grudnia 1995                       | Bieg indywidualny (20 km)            | Vesa Hietalahti                                                                | Siergiej Tarasow                                              | Pawieł Muslimow                                                                  |
| 9 grudnia 1995                       | Sprint (10 km)                       | Ludwig Gredler                                                                 | Sven Fischer                                                  | Pieralberto Carrara                                                              |
| 10 grudnia 1995                      | Sztafeta (4 × 7,5 km)                | Rosja Wiktor Majgurow · Władimir Draczow · Pawieł Muslimow · Aleksiej Kobielew | Niemcy Ricco Groß · Mark Kirchner · Frank Luck · Sven Fischer | Austria Hannes Obererlacher · Wolfgang Perner · Reinhard Neuner · Ludwig Gredler |

| 2. Holmenkollen, 14.12.1995 – 17.12.1995 | 2. Holmenkollen, 14.12.1995 – 17.12.1995 | 2. Holmenkollen, 14.12.1995 – 17.12.1995                                      | 2. Holmenkollen, 14.12.1995 – 17.12.1995                      | 2. Holmenkollen, 14.12.1995 – 17.12.1995                                        |
| Data                                     | Konkurencja                              | miejsce                                                                       | miejsce                                                       | miejsce                                                                         |
| ---------------------------------------- | ---------------------------------------- | ----------------------------------------------------------------------------- | ------------------------------------------------------------- | ------------------------------------------------------------------------------- |
| 14 grudnia 1995                          | Bieg indywidualny (20 km)                | Sven Fischer                                                                  | Mikael Löfgren                                                | Władimir Draczow                                                                |
| 16 grudnia 1995                          | Sprint (10 km)                           | Sven Fischer                                                                  | Wiktor Majgurow                                               | Ricco Groß                                                                      |
| 17 grudnia 1995                          | Sztafeta (4 × 7,5 km)                    | Rosja Wiktor Majgurow · Władimir Draczow · Siergiej Tarasow · Pawieł Muslimow | Niemcy Ricco Groß · Mark Kirchner · Frank Luck · Sven Fischer | Norwegia Ole Einar Bjørndalen · Egil Gjelland · Frode Andresen · Jon Åge Tyldum |

| 3. Anterselva, 11.1.1996 – 14.1.1996 | 3. Anterselva, 11.1.1996 – 14.1.1996 | 3. Anterselva, 11.1.1996 – 14.1.1996                                            | 3. Anterselva, 11.1.1996 – 14.1.1996                                        | 3. Anterselva, 11.1.1996 – 14.1.1996                                                |
| Data                                 | Konkurencja                          | miejsce                                                                         | miejsce                                                                     | miejsce                                                                             |
| ------------------------------------ | ------------------------------------ | ------------------------------------------------------------------------------- | --------------------------------------------------------------------------- | ----------------------------------------------------------------------------------- |
| 11 stycznia 1996                     | Bieg indywidualny (20 km)            | Ole Einar Bjørndalen                                                            | Władimir Draczow                                                            | Halvard Hanevold                                                                    |
| 13 stycznia 1996                     | Sprint (10 km)                       | Ludwig Gredler                                                                  | Ole Einar Bjørndalen                                                        | Władimir Draczow                                                                    |
| 14 stycznia 1996                     | Sztafeta (4 × 7,5 km)                | Rosja Wiktor Majgurow · Władimir Draczow · Siergiej Tarasow · Aleksiej Kobielew | Białoruś Ołeksij Ajdarow · Aleh Ryżenkau · Wadim Saszurin · Aleksandr Popow | Włochy Rene Cattarinussi · Wilfried Pallhuber · Patrick Favre · Pieralberto Carrara |

| 4. Osrblie, 18.1.1996 – 21.1.1996 | 4. Osrblie, 18.1.1996 – 21.1.1996 | 4. Osrblie, 18.1.1996 – 21.1.1996                                                 | 4. Osrblie, 18.1.1996 – 21.1.1996                                                 | 4. Osrblie, 18.1.1996 – 21.1.1996                                            |
| Data                              | Konkurencja                       | miejsce                                                                           | miejsce                                                                           | miejsce                                                                      |
| --------------------------------- | --------------------------------- | --------------------------------------------------------------------------------- | --------------------------------------------------------------------------------- | ---------------------------------------------------------------------------- |
| 18 stycznia 1996                  | Bieg indywidualny (20 km)         | Władimir Draczow                                                                  | Raphaël Poirée                                                                    | Vesa Hietalahti                                                              |
| 20 stycznia 1996                  | Sprint (10 km)                    | Władimir Draczow                                                                  | Ludwig Gredler                                                                    | Rene Cattarinussi                                                            |
| 21 stycznia 1996                  | Bieg drużynowy (20 km)            | Austria Wolfgang Perner · Martin Pfurtscheller · Reinhard Neuner · Ludwig Gredler | Norwegia Frode Andresen · Halvard Hanevold · Ole Einar Bjørndalen · Egil Gjelland | Finlandia Paavo Puurunen · Erkki Latvala · Vesa Hietalahti · Ville Räikkönen |

| Mistrzostwa świata Ruhpolding, 3.2.1996 – 11.2.1996 | Mistrzostwa świata Ruhpolding, 3.2.1996 – 11.2.1996 | Mistrzostwa świata Ruhpolding, 3.2.1996 – 11.2.1996                            | Mistrzostwa świata Ruhpolding, 3.2.1996 – 11.2.1996                          | Mistrzostwa świata Ruhpolding, 3.2.1996 – 11.2.1996                             |
| Data                                                | Konkurencja                                         | miejsce                                                                        | miejsce                                                                      | miejsce                                                                         |
| --------------------------------------------------- | --------------------------------------------------- | ------------------------------------------------------------------------------ | ---------------------------------------------------------------------------- | ------------------------------------------------------------------------------- |
| 4 lutego 1996                                       | Bieg indywidualny (20 km)                           | Siergiej Tarasow                                                               | Władimir Draczow                                                             | Wadim Saszurin                                                                  |
| 6 lutego 1996                                       | Drużynowy (20 km)                                   | Białoruś Wadim Saszurin · Aleh Ryżenkau · Aleksandr Popow · Petr Iwaszko       | Rosja Wiktor Majgurow · Władimir Draczew · Pawieł Muslimow · Siergiej Rożkow | Włochy Rene Cattarinussi · Pieralberto Carrara · Patrick Favre · Hubert Leitgeb |
| 9 lutego 1996                                       | Sprint (10 km)                                      | Władimir Draczow                                                               | Wiktor Majgurow                                                              | Rene Cattarinussi                                                               |
| 11 lutego 1996                                      | Sztafeta (4 × 7,5 km)                               | Rosja Wiktor Majgurow · Władimir Draczew · Pawieł Muslimow · Aleksiej Kobielew | Niemcy Ricco Groß · Peter Sendel · Frank Luck · Sven Fischer                 | Białoruś Ołeksij Ajdarow · Aleh Ryżenkau · Wadim Saszurin · Aleksandr Popow     |

| 5. Pokljuka, 7.3.1996 – 10.3.1996 | 5. Pokljuka, 7.3.1996 – 10.3.1996 | 5. Pokljuka, 7.3.1996 – 10.3.1996                                            | 5. Pokljuka, 7.3.1996 – 10.3.1996                                                  | 5. Pokljuka, 7.3.1996 – 10.3.1996                               |
| Data                              | Konkurencja                       | miejsce                                                                      | miejsce                                                                            | miejsce                                                         |
| --------------------------------- | --------------------------------- | ---------------------------------------------------------------------------- | ---------------------------------------------------------------------------------- | --------------------------------------------------------------- |
| 7 marca 1996                      | Bieg indywidualny (20 km)         | Siergiej Rożkow                                                              | Władimir Draczew                                                                   | Wiktor Majgurow                                                 |
| 9 marca 1996                      | Sprint (10 km)                    | Władimir Draczew                                                             | Wiktor Majgurow                                                                    | Sven Fischer                                                    |
| 10 marca 1996                     | Sztafeta (4 × 7,5 km)             | Rosja Pawieł Muslimow · Władimir Draczew · Eduard Riabow · Aleksiej Kobielew | Norwegia Ole Einar Bjørndalen · Halvard Hanevold · Frode Andresen · Dag Bjørndalen | Niemcy Peter Sendel · Frank Luck · Mark Kirchner · Sven Fischer |

| 6. Hochfilzen, 17.3.1996 – 17.3.1996 | 6. Hochfilzen, 17.3.1996 – 17.3.1996 | 6. Hochfilzen, 17.3.1996 – 17.3.1996                                               | 6. Hochfilzen, 17.3.1996 – 17.3.1996                                            | 6. Hochfilzen, 17.3.1996 – 17.3.1996                                        |
| Data                                 | Konkurencja                          | miejsce                                                                            | miejsce                                                                         | miejsce                                                                     |
| ------------------------------------ | ------------------------------------ | ---------------------------------------------------------------------------------- | ------------------------------------------------------------------------------- | --------------------------------------------------------------------------- |
| 14 marca 1996                        | Bieg indywidualny (20 km)            | Wiktor Majgurow                                                                    | Halvard Hanevold                                                                | Władimir Draczew                                                            |
| 16 marca 1996                        | Sprint (10 km)                       | Władimir Draczew                                                                   | Raphaël Poirée                                                                  | Sven Fischer                                                                |
| 17 marca 1996                        | Sztafeta (4 × 7,5 km)                | Norwegia Ole Einar Bjørndalen · Halvard Hanevold · Frode Andresen · Dag Bjørndalen | Rosja Wiktor Majgurow · Aleksiej Kobielew · Siergiej Tarasow · Władimir Draczew | Białoruś Ołeksij Ajdarow · Aleh Ryżenkau · Aleksandr Popow · Wadim Saszurin |

### Klasyfikacje
| Miejsce | Zawodnik             | Punkty |
| ------- | -------------------- | ------ |
| 1.      | Władimir Draczew     | 276    |
| 2.      | Wiktor Majgurow      | 204    |
| 3.      | Sven Fischer         | 184    |
| 4.      | Pieralberto Carrara  | 166    |
| 5.      | Ludwig Gredler       | 162    |
| 6.      | Siergiej Tarasow     | 159    |
| 7.      | Ricco Groß           | 157    |
| 8.      | Frank Luck           | 150    |
| 9.      | Ole Einar Bjørndalen | 141    |
| 10.     | Aleksiej Kobielew    | 137    |

| Miejsce | Zawodnik          | Punkty |
| ------- | ----------------- | ------ |
| 11.     | Frode Andresen    | 132    |
| 12.     | René Cattarinussi | 129    |
| 13.     | Siergiej Rożkow   | 122    |
| 14.     | Wadim Saszurin    | 115    |
| 15.     | Halvard Hanevold  | 111    |
| 16.     | Aleksandr Popow   | 110    |
| 17.     | Raphaël Poirée    | 108    |
| 18.     | Jon Åge Tyldum    | 100    |
| 19.     | Pawieł Muslimow   | 99     |
| 20.     | Vesa Hietalahti   | 96     |

| Miejsce | Zawodnik         | Punkty |
| ------- | ---------------- | ------ |
| 1.      | Władimir Draczew | 132    |
| 2.      | Siergiej Tarasow | 92     |
| 3.      | Wiktor Majgurow  | 92     |
| 4.      | Frank Luck       | 88     |
| 5.      | Ricco Groß       | 86     |
| 6.      | Pawieł Muslimow  | 78     |
| 7.      | Aleksandr Popow  | 77     |
| 8.      | Sven Fischer     | 73     |
| 9.      | Vesa Hietalahti  | 71     |
| 10.     | Wadim Saszurin   | 71     |

| Miejsce | Zawodnik             | Punkty |
| ------- | -------------------- | ------ |
| 1.      | Władimir Draczew     | 144    |
| 2.      | Ludwig Gredler       | 129    |
| 3.      | Wiktor Majgurow      | 112    |
| 4.      | Sven Fischer         | 111    |
| 5.      | René Cattarinussi    | 107    |
| 6.      | Ole Einar Bjørndalen | 104    |
| 7.      | Pieralberto Carrara  | 96     |
| 8.      | Frode Andresen       | 92     |
| 9.      | Aleksiej Kobielew    | 72     |
| 10.     | Ricco Groß           | 71     |

| Miejsce | Reprezentacja | Punkty |
| ------- | ------------- | ------ |
| 1.      | Rosja         | 120    |
| 2.      | Norwegia      | 102    |
| 3.      | Niemcy        | 102    |
| 4.      | Białoruś      | 96     |
| 5.      | Francja       | 84     |
| 6.      | Włochy        | 80     |
| 7.      | Austria       | 79     |
| 8.      | Czechy        | 78     |
| 9.      | Finlandia     | 76     |
| 10.     | Polska        | 72     |

| Puchar narodów |           |        |
| \| Miejsce \| Zawodnik \| Punkty \| \| ------- \| --------- \| ------ \| \| 1. \| Rosja \| 3889 \| \| 2. \| Niemcy \| 3699 \| \| 3. \| Norwegia \| 3633 \| \| 4. \| Włochy \| 3508 \| \| 5. \| Białoruś \| 3420 \| \| 6. \| Francja \| 3341 \| \| 7. \| Finlandia \| 3095 \| \| 8. \| Austria \| 3065 \| \| 9. \| Czechy \| 3030 \| \| 10. \| Polska \| 2711 \| |           |        |
| Miejsce | Zawodnik  | Punkty |
| 1. | Rosja     | 3889   |
| 2. | Niemcy    | 3699   |
| 3. | Norwegia  | 3633   |
| 4. | Włochy    | 3508   |
| 5. | Białoruś  | 3420   |
| 6. | Francja   | 3341   |
| 7. | Finlandia | 3095   |
| 8. | Austria   | 3065   |
| 9. | Czechy    | 3030   |
| 10. | Polska    | 2711   |

## Kobiety

### Wyniki
| 1. Östersund, 7.12.1995 – 10.12.1995 | 1. Östersund, 7.12.1995 – 10.12.1995 | 1. Östersund, 7.12.1995 – 10.12.1995                            | 1. Östersund, 7.12.1995 – 10.12.1995                                            | 1. Östersund, 7.12.1995 – 10.12.1995                                   |
| Data                                 | Konkurencja                          | miejsce                                                         | miejsce                                                                         | miejsce                                                                |
| ------------------------------------ | ------------------------------------ | --------------------------------------------------------------- | ------------------------------------------------------------------------------- | ---------------------------------------------------------------------- |
| 7 grudnia 1995                       | Bieg indywidualny (15 km)            | Uschi Disl                                                      | Tetiana Wodopjanowa                                                             | Magdalena Wallin                                                       |
| 9 grudnia 1995                       | Sprint (7,5 km)                      | Swiatłana Paramyhina                                            | Olga Mielnik                                                                    | Mari Lampinen                                                          |
| 10 grudnia 1995                      | Sztafeta (4 × 7,5 km)                | Niemcy Uschi Disl · Katrin Apel · Martina Zellner · Petra Behle | Ukraina Tetiana Wodopjanowa · Ołena Petrowa · Ołena Zubryłowa · Wałentyna Cerbe | Rosja Olga Anisimowa · Olga Mielnik · Galina Kuklewa · Irina Mileszyna |

| 2. Holmenkollen, 14.12.1995 – 17.12.1995 | 2. Holmenkollen, 14.12.1995 – 17.12.1995 | 2. Holmenkollen, 14.12.1995 – 17.12.1995                        | 2. Holmenkollen, 14.12.1995 – 17.12.1995                                                         | 2. Holmenkollen, 14.12.1995 – 17.12.1995                                     |
| Data                                     | Konkurencja                              | miejsce                                                         | miejsce                                                                                          | miejsce                                                                      |
| ---------------------------------------- | ---------------------------------------- | --------------------------------------------------------------- | ------------------------------------------------------------------------------------------------ | ---------------------------------------------------------------------------- |
| 14 grudnia 1995                          | Bieg indywidualny (15 km)                | Magdalena Wallin                                                | Petra Behle                                                                                      | Soňa Mihoková                                                                |
| 16 grudnia 1995                          | Sprint (7,5 km)                          | Uschi Disl                                                      | Petra Behle                                                                                      | Swiatłana Paramyhina                                                         |
| 17 grudnia 1995                          | Sztafeta (4 × 7,5 km)                    | Niemcy Uschi Disl · Katrin Apel · Martina Zellner · Petra Behle | Norwegia Ann-Elen Skjelbreid · Annette Sikveland · Hildegunn Mikkelsplass · Liv Grete Skjelbreid | Francja Corinne Niogret · Florence Baverel · Emmanuelle Claret · Anne Briand |

| 3. Anterselva, 11.1.1996 – 14.1.1996 | 3. Anterselva, 11.1.1996 – 14.1.1996 | 3. Anterselva, 11.1.1996 – 14.1.1996                                         | 3. Anterselva, 11.1.1996 – 14.1.1996                                       | 3. Anterselva, 11.1.1996 – 14.1.1996                                        |
| Data                                 | Konkurencja                          | miejsce                                                                      | miejsce                                                                    | miejsce                                                                     |
| ------------------------------------ | ------------------------------------ | ---------------------------------------------------------------------------- | -------------------------------------------------------------------------- | --------------------------------------------------------------------------- |
| 11 stycznia 1996                     | Bieg indywidualny (15 km)            | Uschi Disl                                                                   | Andreja Grašič                                                             | Petra Behle                                                                 |
| 13 stycznia 1996                     | Sprint (7,5 km)                      | Uschi Disl                                                                   | Emmanuelle Claret                                                          | Magdalena Wallin                                                            |
| 14 stycznia 1996                     | Sztafeta (4 × 7,5 km)                | Francja Corinne Niogret · Florence Baverel · Emmanuelle Claret · Anne Briand | Niemcy Uschi Disl · Simone Greiner-Petter-Memm · Katrin Apel · Petra Behle | Ukraina Tetiana Wodopjanowa · Nina Łemesz · Ołena Petrowa · Ołena Zubryłowa |

| 4. Osrblie, 18.1.1996 – 21.1.1996 | 4. Osrblie, 18.1.1996 – 21.1.1996 | 4. Osrblie, 18.1.1996 – 21.1.1996                                                                | 4. Osrblie, 18.1.1996 – 21.1.1996                                            | 4. Osrblie, 18.1.1996 – 21.1.1996                                       |
| Data                              | Konkurencja                       | miejsce                                                                                          | miejsce                                                                      | miejsce                                                                 |
| --------------------------------- | --------------------------------- | ------------------------------------------------------------------------------------------------ | ---------------------------------------------------------------------------- | ----------------------------------------------------------------------- |
| 18 stycznia 1996                  | Bieg indywidualny (15 km)         | Andreja Grašič                                                                                   | Ann-Elen Skjelbreid                                                          | Hildegunn Mikkelsplass                                                  |
| 20 stycznia 1996                  | Sprint (7,5 km)                   | Emmanuelle Claret                                                                                | Florence Baverel                                                             | Andreja Grašič                                                          |
| 21 stycznia 1996                  | Drużynowy (15 km)                 | Norwegia Liv Grete Skjelbreid · Hildegunn Mikkelsplass · Annette Sikveland · Ann-Elen Skjelbreid | Francja Emmanuelle Claret · Anne Briand · Florence Baverel · Corinne Niogret | Finlandia Eija Salonen · Katja Holanti · Annukka Mallat · Mari Lampinen |

| Mistrzostwa świata Ruhpolding, 3.2.1996 – 11.2.1996 | Mistrzostwa świata Ruhpolding, 3.2.1996 – 11.2.1996 | Mistrzostwa świata Ruhpolding, 3.2.1996 – 11.2.1996                        | Mistrzostwa świata Ruhpolding, 3.2.1996 – 11.2.1996                          | Mistrzostwa świata Ruhpolding, 3.2.1996 – 11.2.1996                             |
| Data                                                | Konkurencja                                         | miejsce                                                                    | miejsce                                                                      | miejsce                                                                         |
| --------------------------------------------------- | --------------------------------------------------- | -------------------------------------------------------------------------- | ---------------------------------------------------------------------------- | ------------------------------------------------------------------------------- |
| 3 lutego 1996                                       | Bieg indywidualny (15 km)                           | Emmanuelle Claret                                                          | Olga Mielnik                                                                 | Ołena Petrowa                                                                   |
| 6 lutego 1996                                       | Drużynowy (15 km)                                   | Niemcy Katrin Apel · Petra Behle · Uschi Disl · Simone Greiner-Petter-Memm | Ukraina Tetiana Wodopjanowa · Ołena Petrowa · Ołena Zubryłowa · Nina Łemesz  | Francja Anne Briand · Corinne Niogret · Florence Baverel · Emmanuelle Claret    |
| 8 lutego 1996                                       | Sprint (7,5 km)                                     | Olga Romasko                                                               | Ann-Elen Skjelbreid                                                          | Magdalena Wallin                                                                |
| 10 lutego 1996                                      | Sztafeta (4 × 7,5 km)                               | Niemcy Uschi Disl · Simone Greiner-Petter-Memm · Katrin Apel · Petra Behle | Francja Corinne Niogret · Florence Baverel · Emmanuelle Claret · Anne Briand | Ukraina Tetiana Wodopjanowa · Wałentyna Cerbe · Ołena Petrowa · Ołena Zubryłowa |

| 5. Pokljuka, 7.3.1996 – 10.3.1996 | 5. Pokljuka, 7.3.1996 – 10.3.1996 | 5. Pokljuka, 7.3.1996 – 10.3.1996                                            | 5. Pokljuka, 7.3.1996 – 10.3.1996                                          | 5. Pokljuka, 7.3.1996 – 10.3.1996                                                                  |
| Data                              | Konkurencja                       | miejsce                                                                      | miejsce                                                                    | miejsce                                                                                            |
| --------------------------------- | --------------------------------- | ---------------------------------------------------------------------------- | -------------------------------------------------------------------------- | -------------------------------------------------------------------------------------------------- |
| 7 marca 1996                      | Bieg indywidualny (15 km)         | Tetiana Wodopjanowa                                                          | Natalja Piermiakowa                                                        | Katrin Apel                                                                                        |
| 9 marca 1996                      | Sprint (7,5 km)                   | Petra Behle                                                                  | Uschi Disl                                                                 | Yu Shumei                                                                                          |
| 10 marca 1996                     | Sztafeta (4 × 7,5 km)             | Francja Florence Baverel · Emmanuelle Claret · Anne Briand · Corinne Niogret | Niemcy Uschi Disl · Simone Greiner-Petter-Memm · Katrin Apel · Petra Behle | Norwegia Ann-Elen Skjelbreid · Annette Sikveland · Hildegunn Mikkelsplass · Gunn Margit Andreassen |

| 6. Hochfilzen, 14.3.1996 – 17.3.1996 | 6. Hochfilzen, 14.3.1996 – 17.3.1996 | 6. Hochfilzen, 14.3.1996 – 17.3.1996                                         | 6. Hochfilzen, 14.3.1996 – 17.3.1996                                                               | 6. Hochfilzen, 14.3.1996 – 17.3.1996                                       |
| Data                                 | Konkurencja                          | miejsce                                                                      | miejsce                                                                                            | miejsce                                                                    |
| ------------------------------------ | ------------------------------------ | ---------------------------------------------------------------------------- | -------------------------------------------------------------------------------------------------- | -------------------------------------------------------------------------- |
| 14 marca 1996                        | Bieg indywidualny (15 km)            | Simone Greiner-Petter-Memm                                                   | Myriam Bedard                                                                                      | Florence Baverel                                                           |
| 16 marca 1996                        | Sprint (7,5 km)                      | Soňa Mihoková                                                                | Yu Shumei                                                                                          | Simone Greiner-Petter-Memm                                                 |
| 17 marca 1996                        | Sztafeta (4 × 7,5 km)                | Francja Florence Baverel · Emmanuelle Claret · Anne Briand · Corinne Niogret | Norwegia Ann-Elen Skjelbreid · Annette Sikveland · Hildegunn Mikkelsplass · Gunn Margit Andreassen | Niemcy Uschi Disl · Simone Greiner-Petter-Memm · Katrin Apel · Petra Behle |

### Klasyfikacje
| Miejsce | Zawodniczka          | Punkty |
| ------- | -------------------- | ------ |
| 1.      | Emmanuelle Claret    | 226    |
| 2.      | Uschi Disl           | 212    |
| 3.      | Petra Behle          | 191    |
| 4.      | Andreja Grašič       | 187    |
| 5.      | Magdalena Wallin     | 178    |
| 6.      | Florence Baverel     | 173    |
| 7.      | Nathalie Santer      | 173    |
| 8.      | Anne Briand          | 170    |
| 9.      | Swiatłana Paramyhina | 157    |
| 10.     | Olga Mielnik         | 157    |

| Miejsce | Zawodniczka                | Punkty |
| ------- | -------------------------- | ------ |
| 11.     | Corinne Niogret            | 151    |
| 12.     | Hildegunn Fossen           | 143    |
| 13.     | Ann-Elen Skjelbreid        | 127    |
| 14.     | Annette Sikveland          | 124    |
| 15.     | Simone Greiner-Petter-Memm | 120    |
| 16.     | Ołena Petrowa              | 119    |
| 17.     | Olga Romaśko               | 115    |
| 18.     | Tetiana Wodopjanowa        | 107    |
| 19.     | Soňa Mihoková              | 105    |
| 20.     | Irena Česneková            | 78     |

| Miejsce | Zawodniczka         | Punkty |
| ------- | ------------------- | ------ |
| 1.      | Andreja Grašič      | 109    |
| 2.      | Emmanuelle Claret   | 108    |
| 3.      | Uschi Disl          | 99     |
| 4.      | Magdalena Wallin    | 94     |
| 5.      | Nathalie Santer     | 92     |
| 6.      | Florence Baverel    | 91     |
| 7.      | Anne Briand         | 90     |
| 8.      | Petra Behle         | 88     |
| 9.      | Tetiana Wodopjanowa | 82     |
| 10.     | Olga Mielnik        | 76     |

| Miejsce | Zawodniczka          | Punkty |
| ------- | -------------------- | ------ |
| 1.      | Emmanuelle Claret    | 118    |
| 2.      | Uschi Disl           | 115    |
| 3.      | Petra Behle          | 103    |
| 4.      | Swiatłana Paramyhina | 87     |
| 5.      | Corinne Niogret      | 86     |
| 6.      | Magdalena Wallin     | 84     |
| 7.      | Florence Baverel     | 82     |
| 8.      | Olga Mielnik         | 81     |
| 9.      | Nathalie Santer      | 81     |
| 10.     | Anne Briand          | 80     |

| Miejsce | Reprezentacja     | Punkty |
| ------- | ----------------- | ------ |
| 1.      | Niemcy            | 116    |
| 1.      | Francja           | 116    |
| 3.      | Norwegia          | 98     |
| 4.      | Ukraina           | 95     |
| 5.      | Rosja             | 90     |
| 6.      | Czechy            | 78     |
| 7.      | Polska            | 78     |
| 8.      | Finlandia         | 76     |
| 9.      | Stany Zjednoczone | 72     |
| 10.     | Białoruś          | 71     |

| Puchar narodów |                   |        |
| \| Miejsce \| Reprezentacja \| Punkty \| \| ------- \| ----------------- \| ------ \| \| 1. \| Francja \| 3743 \| \| 2. \| Niemcy \| 3718 \| \| 3. \| Ukraina \| 3450 \| \| 4. \| Rosja \| 3448 \| \| 5. \| Norwegia \| 3446 \| \| 6. \| Bułgaria \| 3159 \| \| 7. \| Finlandia \| 3063 \| \| 8. \| Czechy \| 3000 \| \| 9. \| Białoruś \| 2854 \| \| 10. \| Stany Zjednoczone \| 2745 \| |                   |        |
| Miejsce | Reprezentacja     | Punkty |
| 1. | Francja           | 3743   |
| 2. | Niemcy            | 3718   |
| 3. | Ukraina           | 3450   |
| 4. | Rosja             | 3448   |
| 5. | Norwegia          | 3446   |
| 6. | Bułgaria          | 3159   |
| 7. | Finlandia         | 3063   |
| 8. | Czechy            | 3000   |
| 9. | Białoruś          | 2854   |
| 10. | Stany Zjednoczone | 2745   |